# Vienna (Dakota del Sud)
Vienna (pronuncia "vy-EN'-uh") è un comune (town) degli Stati Uniti d'America della contea di Clark nello Stato del Dakota del Sud. La popolazione era di 45 abitanti al censimento del 2010.

## Geografia fisica
Vienna è situata a 44°42′13″N 97°30′01″W (44.703645, -97.500277).
Secondo lo United States Census Bureau, la città ha una superficie totale di 2,18 km², dei quali 2,18 km² di territorio e 0 km² di acque interne (0% del totale).
A Vienna è stato assegnato lo ZIP code 57271 e lo FIPS place code 67220.

## Storia
Vienna deve il suo nome a un gruppo di coloni austriaci che proveniva da Vienna, la capitale dell'Austria. La città era chiamata "Stusted" quando venne fondata nel 1886, ma il nome fu cambiato due anni dopo.

## Società

### Evoluzione demografica
Secondo il censimento del 2010, la popolazione era di 45 abitanti.

### Etnie e minoranze straniere
Secondo il censimento del 2010, la composizione etnica della città era formata dal 99,56% di bianchi, il 10% di afroamericani, lo 0% di nativi americani, lo 0% di asiatici, lo 0% di oceanici, lo 0% di altre etnie, e il 4,44% di due o più etnie. Ispanici o latinos di qualunque etnia erano lo 0% della popolazione.